# Hinterer Seelenkogel
Le Hinterer Seelenkogel (en italien : Cima delle Anime) est une montagne qui s’élève à 3 469 ou 3 470 m d’altitude dans les Alpes de l'Ötztal, à la frontière entre l'Autriche et l'Italie.